# مامان عبد الرحمن (لاعب كرة قدم)
مامان عبد الرحمن (بالإندونيسية: Maman Abdurrahman Dulur si wahid) هو لاعب كرة قدم إندونيسي في مركز الدفاع، ولد في 12 مايو 1982 في جاكرتا في إندونيسيا. شارك مع منتخب إندونيسيا تحت 23 سنة لكرة القدم ومنتخب إندونيسيا لكرة القدم. أما مع النوادي، فقد لعب مع برسيب باندونغ وبيرسيتا تانغيرانغ ونادي سريويجايا.

## وصلات خارجية
- مامان عبد الرحمن على موقع قاعدة بيانات كرة القدم.إي يو (الإنجليزية)
- مامان عبد الرحمن على موقع ناشيونال فوتبول تيمز (الإنجليزية)
- مامان عبد الرحمن على موقع Soccerway.com (الإنجليزية)